# Piedras de serpiente
Las piedras de serpiente, también conocidas como piedras negras, schwarze Steine, pierres noire, piedritas negras o serpent-stones, son piedras o huesos de animales calcinados utilizados en la medicina tradicional para el tratamiento de las mordeduras de serpiente en determinadas culturas de África, Asia y América del Sur, e incluso en Europa hasta bien entrado el siglo XVII.

## Situación actual
El doctor Linnea Smith de la Clínica Médica Yanamono en una zona remota de la cuenca del Amazonas en Perú nororiental escribió:

La piedra negra es un concepto cariñosamente mantenido en nuestra área, donde las mordeduras de serpiente son comunes y a veces fatales. ... cuando se vive lejos de ambulancias, helicópteros medicalizados, hospitales, doctores, y cuando uno se está enfrentando a un problema potencialmente letal, cualquier cosa parece mejor que nada. Personalmente, mejor tener un antídoto. Entonces, de nuevo, si no se tiene disponible nada más, ¿qué es lo que uno puede hacer? Y el efecto placebo es indudablemente real. ... De todas formas, mejor que una persona mordida por una serpiente tenga alguna esperanza que sentirse completamente sin recursos..."

A los expertos les preocupa que confiar en una piedra negra puede hacer desistir a las víctimas de una mordedura de serpiente de buscar la ayuda médica apropiada. Estudios no científicos han mostrado que las piedras negras son eficaces por sí mismas, pero no por sus presuntos efectos terapéuticos, sino porque contribuyen a calmar a la víctima, de acuerdo con las directrices de todas las guías de primeros auxilios para picaduras de serpiente (porque una reacción de estrés agudo incrementa el flujo de sangre acelerando la distribución del veneno por el sistema vascular, y el pánico es contagioso y puede comprometer la adopción de decisiones juiciosas).

## Descripción
Diversas fuentes difieren ampliamente acerca de cómo preparar y utilizar una 'piedra negra':
El doctor Linnea Smith informa que en Perú:

Una piedra negra es un hueso de vaca pequeño carbonizado, "aplicado sobre la mordedura venenosa, se mantiene firmemente sujeto durante varios días, tiempo durante el que presuntamente saca el veneno de la herida. Una vez que el veneno se ha sacado del todo, la ‘piedra' se desprende por sí misma. ... A pesar del hecho de que el manual estatal del curso de enfermería admite que no hay ninguna evidencia que documente la efectividad de la piedra negra, se solicita a cada estudiante que prepare ... una ... como parte del primer módulo de ayuda."

El escritor persa/iraní  Kazwini describe la piedra de serpiente del tamaño de un fruto seco pequeño. El punto dañado por una criatura venenosa debe sumergirse en agua tibia o leche ácida. La piedra de serpiente debe entonces añadirse al líquido presuntamente para extraer el veneno.
A pesar de denominarse "piedra", en el Congo una "Piedra Negra" está a menudo hecha de huesos de animales. Cuando se usan huesos de serpientes, normalmente son de la cabeza, pero también se dice que se utilizan los de la cola.
Los pasos sugeridos en un folleto africano son:
- Escoger el hueso grande del muslo de una vaca y dejarlo secar
- Cortarlo en piezas pequeñas
- Suavizarlas con papel de lija
- Envolver las piezas en papel de aluminio
- Someterlas a un fuego de carbón de 15 a 20 minutos

## Estudios científicos
- Hay un precedente histórico perfectamente documentado en las experiencias de la Accademia del Cimento, cuando en la Italia del siglo XVII los naturalistas Francesco Redi y Athanasius Kircher realizaron un experimento para contrastar la eficacia de las piedras de serpiente. Kircher envenenó un perro, colocó una piedra de serpiente en la herida y el perro se recuperó. Por lo tanto, según Kircher, el remedio funcionó. Redi, por otro lado, realizó muchas pruebas utilizando animales diferentes y venenos distintos; y encontró que las piedras de serpiente no siempre funcionaban.[6]

- Un estudio de Nigeria recomienda "la educación en la necesidad de evitar el uso de medidas de primeros auxilios populares de beneficio dudoso."[11] Los mismos doctores a continuación informan de que las piedras negras pueden ser beneficiosas, pero que "quienes utilizaron la piedra negra requirieron significativamente una cantidad más alta de suero antivenenoso que aquellas que utilizaron el torniquete".[2] En su informe, notaron un grado ligeramente más alto de necrosis en los tejidos de los pacientes que utilizaron torniquetes, pero este hecho no fue (estadísticamente) significativo; otros científicos han planteado recomendaciones opuestas al uso de torniquetes (ver tratamiento de mordeduras de serpientes).

- Un estudio médico de Bolivia establece que "contrariamente a una creencia extendida, no se puede esperar ninguna eficacia de la piedra negra para tratar el envenenamiento".[12]

- Así mismo, un estudio de la India afirma que "métodos de curación acientíficos como la ‘piedra negra' contribuyen a retrasar la búsqueda del cuidado médico apropiado."[5]